# Ramseier Suisse

Altes Logo bis 2012

Die Ramseier Suisse AG (bis 2007 Unidrink AG) mit Sitz in Oberkirch ist ein Schweizer Getränkehersteller und eine der grössten Schweizer Brauereien. Das zur Fenaco-Gruppe gehörende Unternehmen produziert unter der Marke Ramseier Apfelsaft, Apfelschorlen, Fruchtsäfte und Apfelwein sowie unter den Marken Sinalco, Elmer Citro und Elmer Mineral Limonaden, Erfrischungsgetränke und Mineralwasser. Daneben produziert das Unternehmen auch Eigenmarken für den Schweizer Detailhandel sowie Getränke im Auftrag internationaler Grosskonzerne. Ramseier Suisse verfügt über Abfüllbetriebe in Sursee, Hochdorf und Elm.

## Geschichte
Das Unternehmen ging 2005 unter dem Namen Unidrink AG mit Sitz in Hitzkirch aus der Fusion zwischen der zur Fenaco gehörenden Pomdor AG und der Publikumsgesellschaft Granador AG hervor. Die Granador AG, welche 1902 von Franz Moser-Schär unter dem Namen Luzernische Obstverwertungsgenossenschaft, Richensee/Hitzkirch gegründet wurde, hatte zuvor 1974 die Lupo-Brauerei übernommen. Mit der Unidrink AG entstand einer der grössten Produzenten im schweizerischen Getränkemarkt. 2008 wurde die Unidrink AG in Ramseier Suisse AG umbenannt und der Sitz von Hitzkirch nach Oberkirch verlegt. 2013 wurde in Sursee ein neues Logistikzentrum mit Hochregallager in Betrieb genommen. Um die Lebensmittelverschwendung zu senken, arbeitet Ramseier seit 2021 mit der App Too Good To Go zusammen.

### Ramseier
Die Marke Ramseier geht auf die 1910 gegründete Emmentalische Obstweingenossenschaft Ramsei zurück. 1934 wurde die schweizweit erste Anlage zur Herstellung von Apfelsaftkonzentraten in Betrieb genommen. 1977 schlossen sich die vier bernischen Mostereien Ramsei, Kiesen, Münsingen und Herzogenbuchsee zur Pomdor AG mit Sitz in Kiesen zusammen, wobei der VLG Herzogenbuchsee mit 51 Prozent Hauptaktionär war. Später haben sich mehrere Betriebe aus verschiedenen Teilen der Deutschschweiz der Pomdor angeschlossen. Die Pomdor AG hatte 1991 die Bernische Grossmosterei Worb (BGM) übernommen und gleichzeitig festgelegt, den Betrieb auf Ende 1995 zu schliessen.
1995 wurde als Tochtergesellschaft der Landi Aachtal und der Unidrink AG die Pomog AG gegründet, welche am Standort Oberaach eine Mosterei betreibt. 2007 wurde entschieden, die Mosterei der Pomog in Sulgen sowie die Mosterei von Unidrink in Wittenbach zu schliessen. Zwei Obstpressen wurden von der bereits geschlossenen Mosterei in Herzogenbuchsee nach Oberaach verlegt. 2008 erfolgte die Umbenennung der Unidrink AG in Ramseier Suisse AG. 2011 wurde die Pomog AG in Ramseier Aachtal AG umbenannt, wobei die Ramseier Suisse AG 72 Prozent des Aktienkapitals hält. Die Mosterei in Kiesen wurde 2017 geschlossen. Heute betreibt die Ramseier Suisse AG Mostereien in Sursee und Oberaach und gehört, neben der Mosterei Möhl, zu den grössten Mostereien in der Schweiz.

### Sinalco
Im Jahr 1900 hatte sich der lippische Kaufmann und Getränkefachmann Franz Hartmann an den Naturheilkundler Friedrich Eduard Bilz gewandt. Er reiste mit der Rezeptur für einen Limetten-Extrakt nach Oberlößnitz. Die Idee gefiel Bilz, da seiner Meinung nach die im Obst enthaltenen Mineralsalze und Fruchtsäuren gesundheitsfördernd seien und der Fruchtzucker seine Energie direkt an das Blut weitergäbe. Bilz und Hartmann entwickelten so aus Südfrüchten und einheimischen Obstarten ein natürliches Fruchtgetränk, die Bilz-Limetta, die ab Mai 1902 als Bilz-Brause bezeichnet wurde.
1902 wurde eine grosse Werbekampagne gestartet mit dem Erfolg, dass sich die erste internationale, alkoholfreie Getränkemarke europäischen Ursprungs etablierte. Schnell kam es auch zu Nachahmern. Um 1905 kam es zu geschäftlichen Unstimmigkeiten zwischen den Partnern, und fortan entschloss sich Franz Hartmann, einen neuen Namen für die Bilz-Brause zu suchen. Ein Wettbewerb brachte den Namen Sinalco hervor (nach lat. sine alcohole, „ohne Alkohol“).
Im Jahr 1991 gelangte die Marke nach mehreren Eigentümerwechseln in den Besitz der Schweizer Feldschlösschen-Gruppe. Diese verkaufte 1997 die internationalen Markenrechte an die deutsche Hövelmann-Gruppe, die 1994 bereits die deutschen Markenrechte erworben hatte. Die Markenrechte für die Schweiz und Liechtenstein verblieben bei Feldschlösschen. Diese verkaufte 2002 die Schweizer Marke Sinalco an die Pomdor AG. Ab 2005 kamen zur Originalversion von Sinalco weitere Geschmacksrichtungen hinzu.

### Elmer Citro / Elmer Mineral
Die Marken Elmer Citro und Elmer Mineral (1973–2002 Fontessa Elm) gehen auf das 1925 erstmals von Oskar Schärli in den alpinen St. Martinsquellen abgefüllte Mineralwasser zurück. 1927 kreierte dieser ein Zitronengetränk, das fortan unter dem Namen Elmer Citro verkauft wurde. Für die Abfüllung und den Vertrieb wurde 1929 die Elmag Glarus Mineralquellen Elm gegründet. Diese wurde in den 1970er-Jahren, nachdem sie 1971 durch die Brauerei Haldengut übernommen wurde, in Mineralquellen Elm AG umbenannt. Nachdem sich die Brauerei Feldschlösschen bereits 1973 an der Mineralquellen Elm AG beteiligt hatte, übernahm sie diese 1983 vollständig. 1999 verkaufte Feldschlösschen die Mineralquellen Elm AG an die Pomdor AG. 2002 wurde das seit 1973 unter dem Namen Fontessa Elm vertriebene Mineralwasser wieder in Elmer Mineral umbenannt. Elmer Citro ist schweizweit bei Coop erhältlich. 2016 wurde die Mineralquellen Elm AG mit der Ramseier Suisse AG fusioniert. 2017 wurde eine neue Abfüllanlage in Betrieb genommen. Ab 2021 wurde auch die Fluggesellschaft Swiss mit Mineralwasser beliefert, welches diese unter eigenem Namen «Swiss Altitude 1150» kostenlos an ihre Passagiere abgab. Ab März 2025 läuft eine dreijährige Partnerschaft mit der Fluggesellschaft Edelweiss für die Lieferung von Mineralwasser der Marke Elmer.

### Schlör und Senator
2014 wurden die Produktionsstätte sowie die beiden Marken «Schlör» und «Senator» von der Schlör AG aus Menziken übernommen.

## Brauerei
Die Lupo-Brauerei wurde 1963 in Römerswil als Teil der LUPO (Luzerner Private Obstverwertungsbetriebe) gegründet. Ab 1963 wurde das Qualitätsbier Lupo-Bräu hergestellt, ab 1967 produzierte man vor allem Eigenmarken für Denner. Lupo gehörte nicht dem Schweizer Bierkartell an, daher konnte Denner das von der Lupo-Brauerei bezogene Bier unter dem vom Bierkartell festgelegten Preis verkaufen.
Die Lupo-Brauerei wurde 1974 von der Granador AG übernommen. Durch die Fusion mit der Pomdor AG entstand 2005 die Unidrink AG. 2008 benannte sich diese in Ramseier Suisse AG um. Die Brauerei produziert weiterhin in Hochdorf vor allem Eigenmarken-Bier, unter anderem für Denner und Landi (Farmer Bier) sowie Bier der Marke St. Gotthard, das von Aldi Suisse vertrieben wird, als auch Eigenmarken für Lidl Schweiz, Spar und Volg. Ab 2014 war die Brauerei die grösste unabhängige Schweizer Brauerei. Über 45 Millionen Einheiten Bier (ca. 210'000 Hektoliter) werden jährlich in Hochdorf gebraut und abgefüllt. Daneben war Schützengarten in St. Gallen mit einem Ausstoss von 170'700 Hektolitern im Braujahr 2011/12 die zweitgrösste unabhängige Brauerei in der Schweiz. Mit einem Ausstoss von ca. 400'000 Hektolitern war im Braujahr 2022/23 die Brauerei Locher im Appenzell die grösste unabhängige Brauerei in der Schweiz und verdrängte Ramseier auf Platz zwei.
Im Jahr 2014 wurde eine neue Abfüllanlage für Bierdosen in Betrieb genommen.